# 3709 Polypoites
3709 Polypoites là một tiểu hành tinh Trojan Sao Mộc có quỹ đạo L4 Điểm Lagrange thuộc hệ Mặt trời-Sao Mộc, ở "Trại Hy Lạp". Nó được đặt theo tên anh hùng Polypoites Hy Lạp cổ đại, người chiến đấu trong Chiến tranh thành Troia. Nó được phát hiện bởi Carolyn S. Shoemaker ngày 14 tháng 10 năm 1985 ở Palomar, California ở Đài thiên văn Palomar.